# Île Sans Nom
Île Sans Nom (tiếng Pháp: Đảo không tên), cũng có tên là Île Mystérieuse (đảo bí ẩn) hay Tahiti, là một cù lao ở cửa sông Gironde ở tây nam nước Pháp. Nó xuất hiện sau lốc xoáy Klaus năm 2009 dẫn đến sự lắng đọng trầm tích gia tăng và nằm gần hải đăng Cordouan lịch sử. Nó được coi là một hệ sinh thái mới nổi quan trọng và những nỗ lực đã được thực hiện để bảo vệ hòn đảo khỏi sự xâm nhập của con người. Chính thức nó nằm trong bộ phận của Gironde nhưng vào năm 2015 đã bị chiếm giữ bởi một nhóm tuyên bố nó cho Charente-Maritime.

## Sự xuất hiện 2009
Hòn cù lao, được gọi là Île Sans Nom (tiếng Pháp: đảo không tên), xuất hiện sau khi lốc Klaus tấn công cửa sông Gironde vào ngày 23 tháng 1 năm 2009. Một cơn bão gió châu Âu tiến qua Pháp, Tây Ban Nha và Ý giết chết 26 người và gây ra sự tàn phá trên diện rộng, cơn bão đã gây ra xói mòn bờ biển nhanh chóng ở Charente-Maritime. 
Một số trầm tích tích tụ ở cửa sông, tiếp giáp với nền tảng Corduan, phần còn lại của một hòn đảo đá vôi trước đó đã bị mất vì xói mòn. Nền tảng, lộ ra một phần khi thủy triều xuống, là địa điểm của ngọn hải đăng lâu đời nhất của Pháp, 1611 hải đăng Cordouan.  Lớp trầm tích làm tăng thêm bờ cát hiện có cách ngọn hải đăng khoảng 1 dặm (1,6 km) về phía đông cho đến khi nó trở thành một vật cố định vĩnh viễn, có thể nhìn thấy khi thủy triều lên.
Ngay sau khi nó hình thành, hòn đảo nằm ở ranh giới giữa cửa sông và Đại Tây Dương, được đo ở độ cao 11 mẫu Anh (4,5 ha) trên mực nước triều cao và một khoảng 240 mẫu Anh (97 ha) ở vùng gian triều.  Ban đầu, hòn đảo chưa được xác nhận bởi bất kỳ khu tự quản địa phương nào, hòn đảo này được biết đến với cái tên Île Sans Nom nhưng cũng được người dân địa phương đặt tên là L'Île Mystérieuse sau tiểu thuyết năm 1875 của Jules Verne.  
Có thể vào thời điểm đó hòn đảo này sẽ biến mất nhanh chóng như khi nó xuất hiện, mặc dù một số chuyên gia cho rằng nó có thể trở thành vĩnh viễn.

## Thực trạng hiện nay

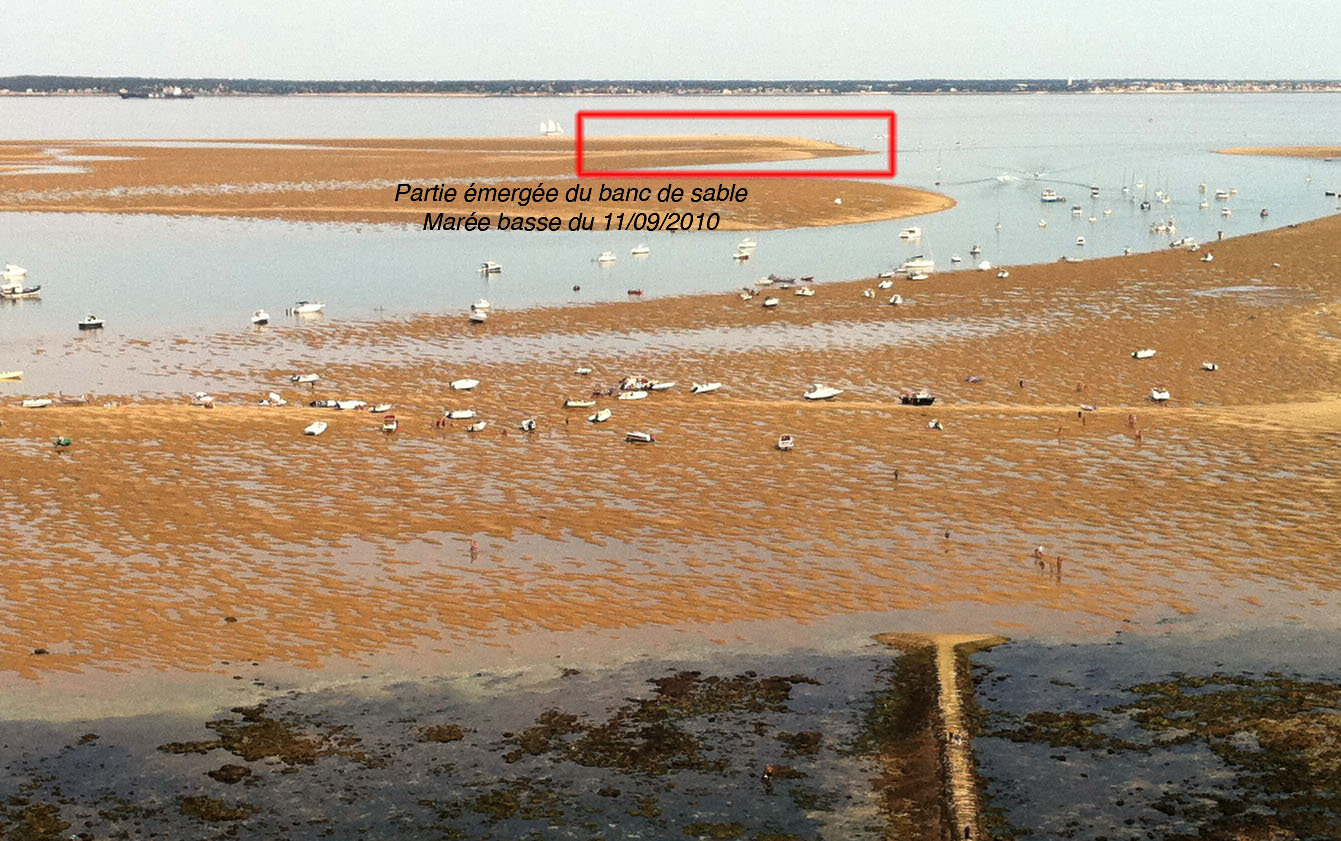
Hòn cù lao năm 2010

Cù lao này đã tạo cơ hội cho các nhà sinh thái học nghiên cứu sự phát triển của một hệ sinh thái mới bằng cách sinh sống các loài, một trải nghiệm hiếm có ở châu Âu vì chúng thường gắn liền với các đảo núi lửa mới.  Trong vòng vài tháng sau khi xuất hiện, những loài thực vật, côn trùng và mòng biển đầu tiên đã đến hòn đảo này và đến năm 2010, 12 loài thực vật và 30 loài động vật không xương sống đã có mặt, trong đó khoảng một phần ba được coi là đã thành danh. Cửa sông có nhiều sinh vật biển phong phú và nằm trên tuyến đường di cư quan trọng của chim. Số lượng Cakile trên đảo cung cấp thức ăn cho ruồi, những loài bị săn mồi bởi các động vật không xương sống, chúng cũng ăn các mảnh vụn do mòng biển để lại. Những con nhện, bị gió thổi qua và kiến, di chuyển bằng gỗ trôi, cũng đã được ghi lại trên đảo.
Hệ sinh thái mỏng manh dễ bị xâm hại và có nguy cơ bị con người đổ bộ lên đảo.  Một số bữa tiệc âm nhạc, với sự tham dự của hàng trăm người, đã làm xáo trộn các loài chim làm tổ và hòn đảo đã được câu lạc bộ nhảy dù địa phương sử dụng làm bãi đáp. Các kế hoạch đã được thực hiện vào năm 2011 để đặt hòn đảo được bảo vệ như một phần của khu bảo tồn hàng hải.  Hòn đảo kể từ đó được đưa vào xã Le Verdon-sur-Mer thuộc tỉnh Gironde cho các mục đích hành chính.
Cù lao này tồn tại qua lốc xoáy Xynthia tháng 2 năm 2010 nhưng mất 3,5 mẫu Anh (1,4 ha) diện tích bề mặt và di chuyển 50 mét (160 ft) về phía đông.  Vào ngày 5 tháng 10 năm 2015, một nhóm gồm 50 người đã đổ bộ lên hòn đảo và tuyên chủ quyền cù lao thuộc tỉnh Charente-Maritime. Nhóm đã đổi tên hòn đảo là "Tahiti" và một chiếc máy bay được thuê thành kéo banner trên không với dòng chữ "L’île Tahiti est aux Charentais" ("Đảo Tahiti thuộc về Charentais").  Cờ của tỉnh đã được dựng lên và bài hát chính thức của tỉnh được hát lên.  Hòn đảo được chính quyền cảng ở Royan gần đó, Charente-Maritime công nhận là một điểm đến nguy hiểm. Một thông báo cho những người hàng hải đã được ban hành vào năm 2017 liên quan đến hòn đảo và các biển báo đã được dựng lên trên đó yêu cầu mọi người không đổ bộ lên đó.